# Schwerstedt (Sömmerda)
Pour les articles homonymes, voir Schwerstedt.
Schwerstedt est une commune allemande de l'arrondissement de Sömmerda, Land de Thuringe.

## Géographie
Schwerstedt est traversée par le ruisseau Öde qui se jette dans le bassin de rétention de Straußfurt.
| Kutzleben  | Gangloffsömmern |             |
| Ballhausen | Schwerstedt     | Straußfurt  |
|            | Gebesee         | Henschleben |

## Histoire
Schwerstedt est mentionné pour la première fois au IXe siècle dans un répertoire des biens de l'abbaye d'Hersfeld sous le nom de Suegerstede.
Schwerstedt est la scène d'une chasse aux sorcières en 1678 ; une femme subit un procès.
Le manoir de Stödten est détruit par l'autorité est-allemande pendant les années 1950 pour faire place au bassin de rétention.

## Personnalités liées à la commune
- Gustav Lange (1830-1889), compositeur